# Шала
Виц, шала или пошалица подразумева сва духовита зборења о измишљеним догађајима (виц) и зборења која се надовезују на ситуацију у шаљивом (засмешујућем) стилу.
Виц је форма хумористичког штива, која често у друштву у коме се прича оставља јак утисак на слушаоце који се неретко смеју ситуацији у којој се нашао главни јунак, или његовој реакцији на тему. Чести јунаци балканских вицева су Мујо и Хасо, плавуша, Срби, Босанци, Хрвати, сељаци, Македонци, Цигани, Американци и остали народи.